# Stáikos Staïkópoulos
Stáikos Staïkópoulos (grec moderne : Στάικος Σταϊκόπουλος), né en 1799 à Zátouna, village d'Arcadie dépendant du dème de Gortynie, et mort le 21 février 1835 à Nauplie, est un chef militaire grec de la guerre d'indépendance grecque. Le fait d'armes qui l'a rendu célèbre est la prise de la forteresse Palamède à Nauplie le 29 novembre (julien) 1822.

## Biographie
Stáikos Staïkópoulos est négociant en fourrure. En 1818, à Hydra, il adhère à la Filikí Etería (Φιλική Εταιρεία, Société des Amis), fondée à Odessa en 1814, société secrète dont l'objectif était de mener à l'indépendance de la Grèce.
En 1821, au début de l'insurrection grecque, il constitue sa propre troupe de combattants. Il participe au siège de Nauplie et s'empare, avec Dimitrios Moschonisiotis et leur troupe, de la forteresse Palamède dans la nuit du 29 au 30 novembre (julien) 1822. Il est alors nommé général. 
Il dirige ensuite le blocus de la forteresse de l'Acrocorinthe et négocie sa reddition en octobre-novembre 1823.
Il fait partie, comme général, de l'Assemblée nationale d'Astros, qui se réunit dans cette ville de la côte orientale du Péloponnèse en avril 1823.
Il se trouve ensuite en opposition avec le pouvoir politique et il est emprisonné.
Il est enterré à Nauplie.

## Hommages
Un petit parc qui porte son nom se trouve à Nauplie, au pied du rempart nord-est de l'Acronauplie, derrière le palais de justice ; entre ce parc et la vieille ville a été reconstruite la porte vénitienne de la ville, qui était depuis 1708 l'unique entrée de la cité du côté de la terre. Une statue en marbre de Staïkópoulos, offerte par son arrière-petite-fille Zacharoula Papamarkou et due au sculpteur Nicholas, a été érigée en 1966 dans le parc. Chaque 30 novembre, une cérémonie honore sa mémoire.
Son nom a également été donné à une rue importante du centre de la vieille ville de Nauplie.